# Адміністративний устрій Млинівського району
Адміністративний устрій Млинівського району — адміністративно-територіальний поділ колишнього Млинівського району Рівненської області на 1 селищну та 29 сільських рад, які об'єднують 93 населені пункти та підпорядковані Млинівській районній раді. Колишній адміністративний центр — смт Млинів.

## Список радМлинівського району
| №  | Назва                             | Центр              | Населені пункти                                                                  | Площа км² | Місце за площею | Населення (2001), чол. | Місце за населенням | Розташування |
| -- | --------------------------------- | ------------------ | -------------------------------------------------------------------------------- | --------- | --------------- | ---------------------- | ------------------- | ------------ |
| 1  | Млинівська селищна рада           | смт Млинів         | смт Млинів                                                                       |           |                 |                        |                     |              |
| 2  | Берегівська сільська рада         | с. Береги          | с. Береги с. Перевередів                                                         |           |                 |                        |                     |              |
| 3  | Бокіймівська сільська рада        | с. Бокійма         | с. Бокійма с. Козирщина                                                          |           |                 |                        |                     |              |
| 4  | Війницька сільська рада           | c. Війниця         | c. Війниця с. Баболоки                                                           |           |                 |                        |                     |              |
| 5  | Владиславівська сільська рада     | c. Владиславівка   | c. Владиславівка с. Гончариха с. Іванівка с. Косареве с. Новоселівка с. Улянівка |           |                 |                        |                     |              |
| 6  | Вовницька сільська рада           | c. Вовничі         | c. Вовничі с. Красне с. Рудливе                                                  |           |                 |                        |                     |              |
| 7  | Добрятинська сільська рада        | c. Добрятин        | c. Добрятин с. Новина-Добрятинська с. Остріїв с. Травневе                        |           |                 |                        |                     |              |
| 8  | Довгошиївська сільська рада       | c. Довгошиї        | c. Довгошиї                                                                      |           |                 |                        |                     |              |
| 9  | Кораблищенська сільська рада      | c. Кораблище       | c. Кораблище с. Радів                                                            |           |                 |                        |                     |              |
| 10 | Малинська сільська рада           | c. Малин           | c. Малин с. Підгай                                                               |           |                 |                        |                     |              |
| 11 | Малодорогостаївська сільська рада | c. Малі Дорогостаї | c. Малі Дорогостаї с. Брищі с. Мантин с. Маслянка с. Стоморги                    |           |                 |                        |                     |              |
| 12 | Мальованська сільська рада        | c. Мальоване       | c. Мальоване с. Долина                                                           |           |                 |                        |                     |              |
| 13 | Миколаївська сільська рада        | c. Миколаївка      | c. Миколаївка с. Буди с. Гнатівка с. Підбрусинь с. Яблунівка                     |           |                 |                        |                     |              |
| 14 | Новосілківська сільська рада      | c. Новосілки       | c. Новосілки с. Заболотинці с. Заболоття                                         |           |                 |                        |                     |              |
| 15 | Новоукраїнська сільська рада      | c. Новоукраїнка    | c. Новоукраїнка с. Зоряне с. Надчиці с. Свищів                                   |           |                 |                        |                     |              |
| 16 | Острожецька сільська рада         | c. Острожець       | c. Острожець с. Залав'я                                                          |           |                 |                        |                     |              |
| 17 | Певжівська сільська рада          | c. Певжа           | c. Певжа с. Бакорин                                                              |           |                 |                        |                     |              |
| 18 | Перемилівська сільська рада       | c. Перемилівка     | c. Перемилівка с. Іванківці с. Лукарівка с. Мошків                               |           |                 |                        |                     |              |
| 19 | Підгаєцька сільська рада          | c. Підгайці        | с. Підгайці с. Коблин с. Озліїв с. Ужинець                                       |           |                 |                        |                     |              |
| 20 | Підлозцівська сільська рада       | c. Підлозці        | с. Підлозці с. Велике с. Загатинці с. Ставрів с. Топілля                         |           |                 |                        |                     |              |
| 21 | Пітушківська сільська рада        | c. Пітушків        | с. Пітушків с. Річище с. Тушебин                                                 |           |                 |                        |                     |              |
| 22 | Посниківська сільська рада        | c. Посників        | с. Посників с. Богушівка                                                         |           |                 |                        |                     |              |
| 23 | Привітненська сільська рада       | c. Привітне        | с. Привітне с. Терешів                                                           |           |                 |                        |                     |              |
| 24 | Пугачівська сільська рада         | c. Пугачівка       | с. Пугачівка с. Московщина с. Новини                                             |           |                 |                        |                     |              |
| 25 | Радянська сільська рада           | c. Радянське       | с. Радянське с. Зборів                                                           |           |                 |                        |                     |              |
| 26 | Смордвівська сільська рада        | c. Смордва         | с. Смордва с. Клин                                                               |           |                 |                        |                     |              |
| 27 | Торговицька сільська рада         | c. Торговиця       | с. Торговиця с. Завалля с. Лихачівка с. Нове                                     |           |                 |                        |                     |              |
| 28 | Уїздецька сільська рада           | c. Уїздці          | с. Уїздці с. Борбин с. Ставище                                                   |           |                 |                        |                     |              |
| 29 | Хорупанська сільська рада         | c. Хорупань        | с. Хорупань с. Аршичин с. Головчиці с. Мятин с. Пекалів                          |           |                 |                        |                     |              |
| 30 | Ярославицька сільська рада        | c. Ярославичі      | с. Ярославичі с. Боремець с. Велика Городниця с. Підлісці с. Чекно с. Яловичі    |           |                 |                        |                     |              |

* Примітки: м. — місто, с-ще — селище, смт — селище міського типу, с. — село